# Oyeronke Akindele
Oyeronke Akindele (* 8. April 1946 in Oyo) ist eine ehemalige nigerianische Sprinterin.
1966 scheiterte sie bei den British Empire and Commonwealth Games 1966 in Kingston über 100 Yards und 220 Yards im Vorlauf und wurde Siebte mit der nigerianischen 4-mal-110-Yards-Stafette.
Bei den Olympischen Spielen 1968 in Mexiko-Stadt erreichte sie über 100 m das Viertelfinale und schied über 200 m und in der 4-mal-100-Meter-Staffel in der ersten Runde aus.

## Persönliche Bestzeiten
- 100 m: 11,70 s, 14. Oktober 1968, Mexiko-Stadt
- 200 m: 23,91 s, 17. Oktober 1968, Mexiko-Stadt